# Magic Bus
Magic Bus is een rocknummer uit het oeuvre van de Britse rockband The Who. Het nummer werd uitgegeven in 1968. Magic Bus haalde nummer #26 in de Britse en #25 in de Amerikaanse hitlijsten.
Magic Bus heeft een tekst die eigenlijk gezongen moet worden als een soort 'duet', waarin de buschauffeur een belofte doet om elke dag naar zijn vriendin te rijden, terwijl de andere persoon, de inzittende, navraagt of de bus te koop is. De liedtekst is min of meer in strijd met de werkelijke logica van het verkopen van een product. Zo wil de buschauffeur zijn bus niet verkopen en de inzittende de bus niet kopen. Desalniettemin doet hij steeds lagere boden (een soort van omgekeerde veiling) - "If you don't want fifty, how about twenty" (- "Als vijftig niet genoeg is, staat twintig je dan aan"). Verschillende optredens zorgen ervoor dat er verschillende versies van het nummer ontstaan. Als het nummer live wordt opgevoerd namelijk wordt, duurt het nummer meestal langer en worden de songteksten geïmproviseerd. In sommige versies is de bus als een metafoor voor drugs te horen. Zo zingt Roger Daltrey in een optreden van Tommy: "Hey you smoking mother nature, You missed the bus," wat een mogelijke toespeling is op Magic Bus.
Een live-versie van Magic Bus is te horen op The Who's eerste live-plaat Live at Leeds. Deze versie is bijna acht minuten lang met een uitzinnige mondharmonica-solo van Daltrey en Townshend die een loopje speelt van Bo Diddley. Toen The Who in het Nederlandse Voorburg kwam, speelden zij ook een lange versie: ruim een kwartier.
In de zomer van 2006 werd het nummer gebruikt voor Nissans minibus Quest.